# Campeonato Mundial de Curling Femenino de 2008
El XXX Campeonato Mundial de Curling Femenino se celebró en Vernon (Canadá) entre el 22 y el 30 de marzo de 2008 bajo la organización de la Federación Mundial de Curling (WCF) y la Federación Canadiense de Curling.

## Tabla de posiciones
| Pos | Equipo          | G | P  | G–P |
| --- | --------------- | - | -- | --- |
| 1   | China           | 9 | 2  | 2–0 |
| 2   | Canadá          | 9 | 2  | 1–1 |
| 3   | Suiza           | 9 | 2  | 0–1 |
| 4   | Japón           | 7 | 4  | 1–0 |
| 5   | Dinamarca       | 7 | 4  | 0–1 |
| 6   | Suecia          | 6 | 5  | 1–0 |
| 7   | Estados Unidos  | 6 | 5  | 0–1 |
| 8   | Rusia           | 4 | 7  | 1–0 |
| 9   | Alemania        | 4 | 7  | 0–1 |
| 10  | Escocia         | 3 | 8  | –   |
| 11  | Italia          | 2 | 9  | –   |
| 12  | República Checa | 0 | 11 | –   |

## Cuadro final
|  | Clasif. a semifinal | Clasif. a semifinal | Clasif. a semifinal |  |  | Semifinal | Semifinal |  |              | Final        | Final |
|  |                     |                     |                     |  |  |           |           |  |              |              |       |
|  | 1                   | China               | 7                   |  |  |           |           |  |              |              |       |
|  | 2                   | Canadá              | 5                   |  |  |           |           |  |              | China        | 4     |
|  |                     |                     |                     |  |  | Canadá    | 9         |  | Canadá       | 7            |       |
|  |                     | Japón               | 8                   |  |  |           |           |  |              |              |       |
|  | 3                   | Suiza               | 4                   |  |  |           |           |  | Tercer lugar | Tercer lugar |       |
|  | 4                   | Japón               | 6                   |  |  |           |           |  |              |              |       |
|  |                     |                     |                     |  |  |           |           |  |              | Suiza        | 9     |
|  |                     |                     |                     |  |  |           |           |  |              | Japón        | 7     |

## Medallistas
| Evento   | Oro                                                                                                 | Plata                                                       | Bronce                                                                              |
| -------- | --------------------------------------------------------------------------------------------------- | ----------------------------------------------------------- | ----------------------------------------------------------------------------------- |
| Femenino | Canadá · Jennifer Jones · Cathy Overton-Clapham · Jill Officer · Dawn Askin · Jennifer Clark-Rouire | China Wang Bingyu Liu Yin Yue Qingshuang Zhou Yan Liu Jinli | Suiza · Mirjam Ott · Carmen Schäfer · Valeria Spälty · Janine Greiner · Carmen Küng |